# Người Do Thái theo Phật giáo

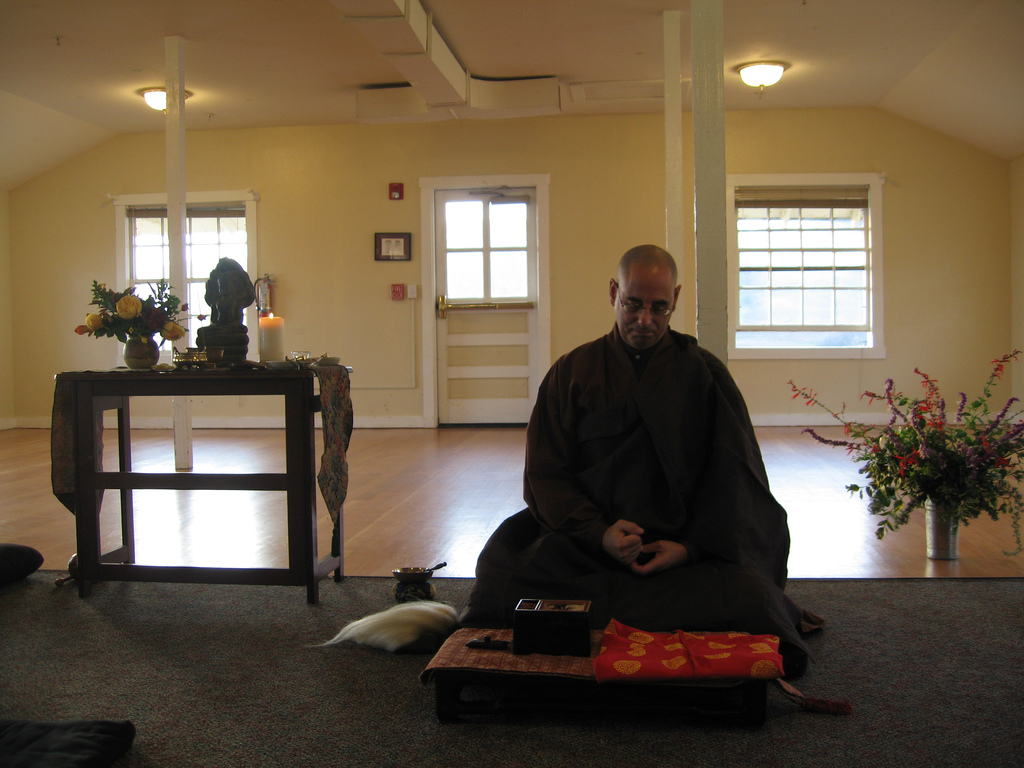
Zoketsu Norman Fischer Thiền sư Phật giáo người Do Thái đang luyện công

Người Do Thái theo Phật giáo là những người Do Thái thực hành đức tin của Phật Giáo và những lời dạy, triết học, tư tưởng của nhà Phật. Trong văn hóa đại chúng thì những người Do Thái theo đạo Phật thì được gọi với những danh từ trong tiếng Anh như là Jewbu, Jew-Bu, Jewboo, Jubu, Buju... Danh từ Jubu lần đầu tiên được đưa vào sử dụng rộng rãi qua sự xuất bản của cuốn sách "Người Do Thái trong Đài sen" (The Jew in Lotus, 1994) của tác giả Rodger Kamenetz. Trong một số trường hợp, thuật ngữ này có thể đề cập đến các cá nhân thực hiện cả hai truyền thống; trong các trường hợp khác, Do Thái là một tên gọi của dân tộc nhưng hành vi tôn giáo chính của người đó là Phật giáo. Trong các trường hợp khác, một Jubu chỉ đơn giản là một người Do Thái với một sự quan tâm đến Phật giáo hoặc thiền định. Một số lượng lớn các Phật tử là người Do Thái, chiếm đa số, vẫn duy trì các hoạt động tôn giáo và đức tin trong Do Thái giáo cùng với những thực hành Phật giáo và có lẽ là niềm tin.

## Nguồn gốc

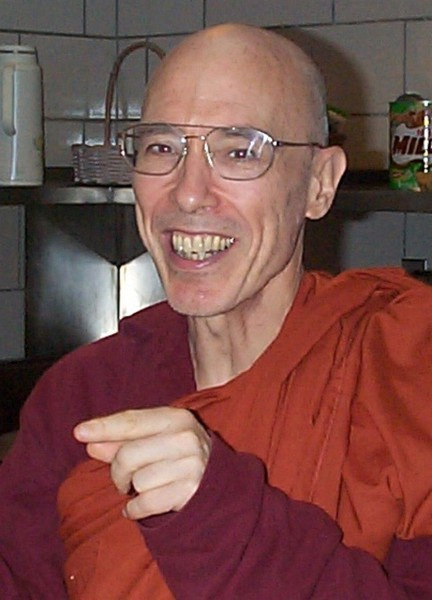
Bhikku Bodhi sư phụ Phật giáo người Do Thái

## Người Do Thái nổi tiếng

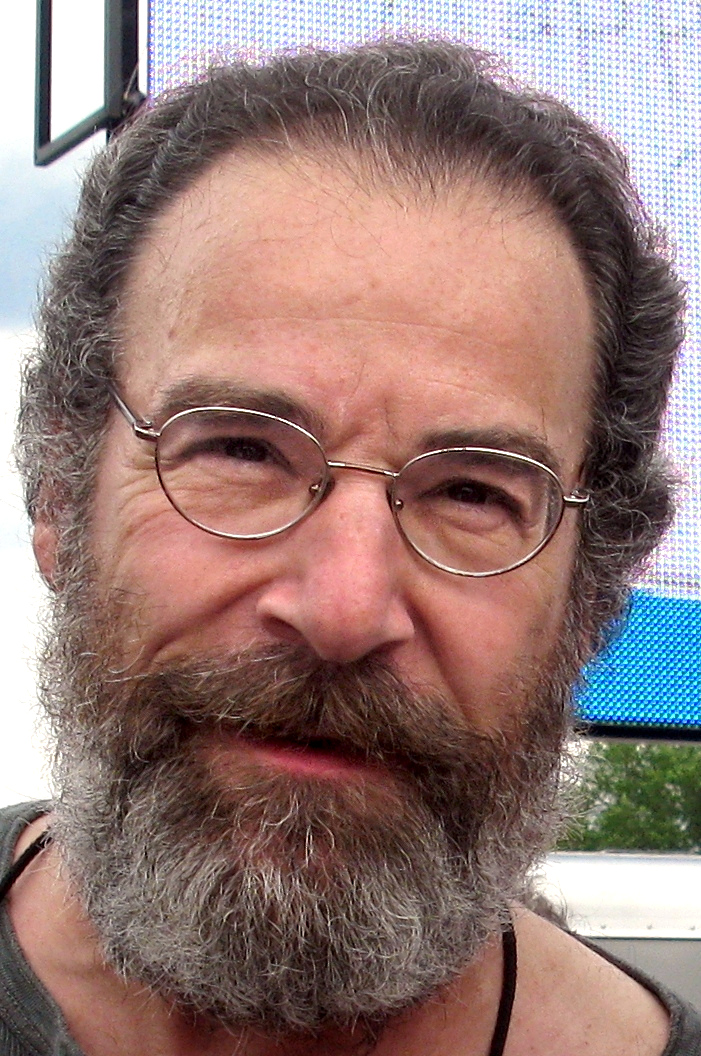
Mandy Patinkin một nam tài tử người Do Thái theo Phật giáo nổi tiếng trong làng điện ảnh Hollywood ở Hoa Kỳ

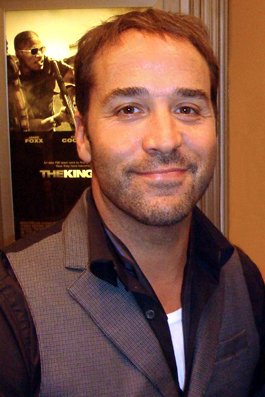
Nhà sản xuất phim người Do Thái Jeremy Piven cũng là một Phật tử